# Fischbach (Ötztaler Ache)
Der Fischbach ist ein 13 km langer rechter Zufluss der Ötztaler Ache in Tirol, der das Sulztal durchfließt.

## Verlauf
Der Fischbach entsteht aus dem Zusammenfluss mehrerer Quellbäche in der Sulze in den Stubaier Alpen. Die bedeutendsten Quellbäche sind der rund 2 km lange dem Sulztalferner entspringende Wannenbach und der 2,5 km lange Schwarzenbergbach, der vom Schwarzenbergferner und vom Bockkogelferner gespeist wird. Der Fischbach fließt zunächst Richtung Norden, unterhalb der Amberger Hütte wendet er sich nach Nordwesten und nimmt den Sulzkarbach von links auf. Er durchfließt das Sulztal, nimmt den vom Bachfallenferner gespeiste Winnebach von rechts auf, passiert kurz danach das Dorf Gries im Sulztal und verläuft vor dem Ausgang ins Ötztal in einer engen Klamm. In Längenfeld, wo er die Ortsteile Ober- und Unterlängenfeld trennt, mündet der Fischbach in die Ötztaler Ache. Dort hat er einen Schwemmkegel aufgeschüttet und die Ötztaler Ache an den westlichen Rand des Tales abgedrängt.

## Einzugsgebiet
Das natürliche Einzugsgebiet des Fischbachs beträgt 82,6 km² und umfasst rund ein Dutzend Gletscher, die zusammen eine Fläche von 12,1 km² (Stand 1988) einnehmen und damit 15 % des Einzugsgebietes ausmachen. Der höchste Punkt im Einzugsgebiet ist der Schrankogel mit 3497 m ü. A.

## Ausbrüche und Schutzmaßnahmen

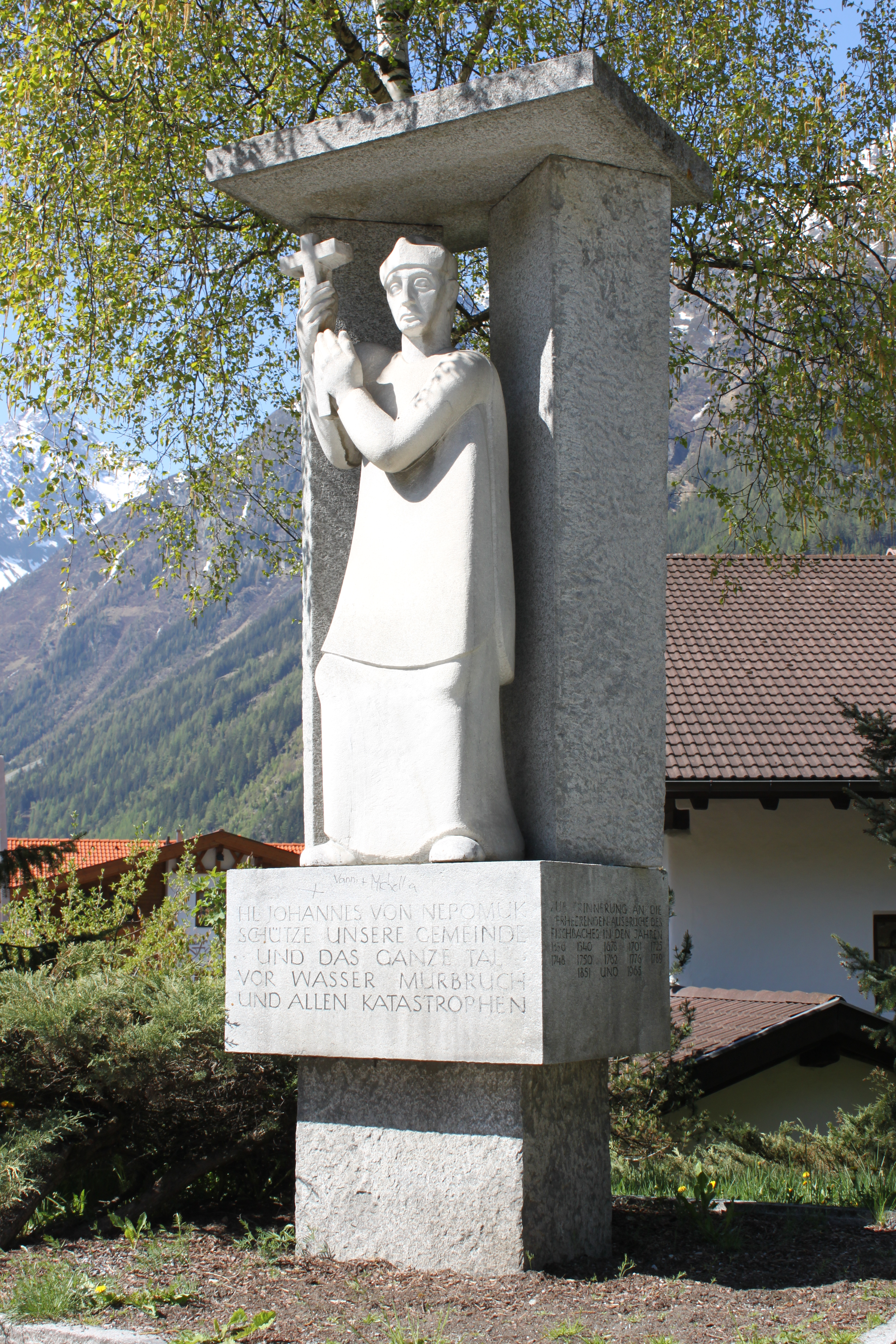
Johannes-Nepomuk-Statue am Fischbach in Längenfeld

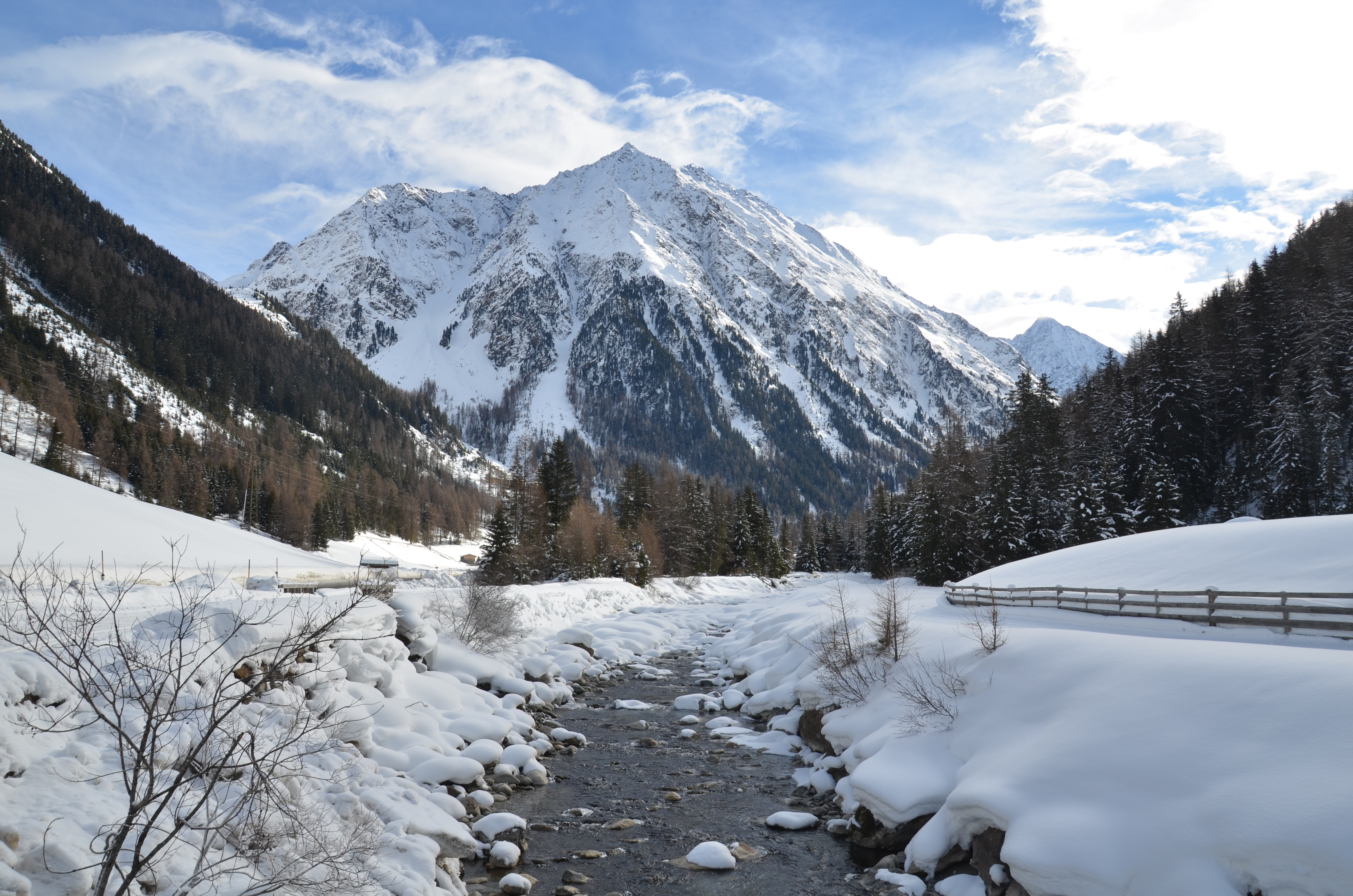
Der Fischbach unterhalb von Gries

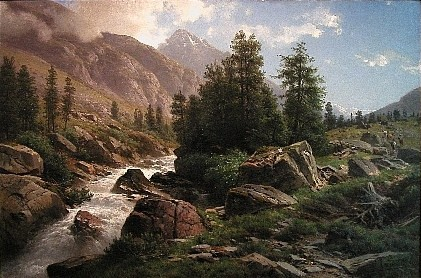
Georg Hermann Engelhardt: Partie am Fischbach im Sulztal in Tirol (1880)

Der Fischbach war früher für Hochwasserereignisse mit Großmuren, die sogenannten Ausbrüche, gefürchtet. Insbesondere bei starken Regenfällen oder starker Schnee- und Gletscherschmelze an den Oberläufen des Fischbaches und seiner Zubringer kam es zu einem raschen Ansteigen der Wasserführung in kurzer Zeit, wodurch mit den Wassermassen auch viel Schutt bis ins Ötztal transportiert wurde. Das Jahrhunderthochwasser beträgt 125 m³/s. Der erste Ausbruch wurde im Jahr 1340 dokumentiert, die bislang letzte größere Katastrophe ereignete sich im Juni 1965. Bei den Ausbrüchen wurden jedes Mal Häuser und Felder in Längenfeld zerstört. Im Juli 1678 fiel das Hochwasser des Fischbachs mit einem Ausbruch des Rofener Eissees zusammen, wodurch es im unteren Ötztal und im Inntal zu besonders schweren Verwüstungen kam. Auch der Ausbruch im Juni 1725 infolge starker Schneeschmelze in den Gletschern hatte Auswirkungen bis ins Inntal, so standen in Innsbruck Teile der Stadt unter Wasser.
Schon früh begann man Schutzbauten, sogenannten Archen, zu errichten. 1700 wurde von den Dorfbewohnern die „Kircharche“ zum Schutz der Kirche und des Dorfes Oberlängenfeld erbaut. In weiterer Folge errichtete die Bevölkerung 3 bis 4 m hohe Steindämme auf beiden Seiten des Fischbachs von der Mündung bis zum Ausgang aus der Schlucht, die immer wieder beschädigt und neu aufgebaut wurden. Da diese Selbsthilfemaßnahmen nicht ausreichten, um Vermurungen zu verhindern, wurde in den Jahren 1923 bis 1928 am Ende der Schlucht die Fischbachsperre mit einer 12 m hohen Staumauer errichtet, die bis zu 200.000 m³ Geröll zurückhalten kann.
In Längenfeld erinnert eine 1969 von Erich Keber geschaffene Statue des hl. Johannes Nepomuk an die verheerenden Ausbrüche.

## Kraftwerkspläne
Im Jahr 2004 wurden Pläne der TIWAG bekannt, im Sulztal einen Speichersee zu errichten. Dafür sollte der Fischbach im Bereich der Amberger Hütte mit einem 150 m hohen Damm aufgestaut und der Speicher mit einem Fassungsvermögen von 120 Millionen m³ über eine Ringleitung mit Wasser von fünfzehn Ötztaler Gletscherbächen gefüllt werden. Das Kraftwerk sollte bei Aschbach im Ötztal zwischen Sölden und Längenfeld entstehen. Massive Widerstände ließen die TIWAG jedoch vom Speicherstandort Sulztal Abstand nehmen.
Die aktuellen Planungen (Stand April 2013) sehen nun eine Ableitung des Fischbachs sowie seiner Zubringer Schranbach und Winnebach in den geplanten neuen Speicher Kühtai des Kraftwerks Sellrain-Silz vor. Der Fischbach soll dabei unterhalb der Amberger Hütte auf etwa 2100 m ü. A. gefasst werden.